# Gospodarstvo Nigera
Gospodarstvo Nigera uglavnom se temelji na unutarnjem tržištu, na naturalnoj poljoprivredi, izvozu sirovina, hrane i ostalih dobara.
Niger je kopnena subsaharska afrička država. Tijekom posljednja dva desetljeća stalno je bio rangiran pri dnu svjetskih gospodarskih indeksa po ljudskom razvojnom indeksu i BDP-u. Ekonomska aktivnost temelji se na naturalnoj poljoprivredi, stočarstvu, trgovini i izvozu urana. 
Izvoz goveda u susjednu Nigeriju, kao i kikirikija i ulja od kikirikija, glavni su izvozni aduti osm minerala i ruda.
Vlada se oslanja na bilateralnu i multilateralnu pomoć. Napredak ovisi o pomoći međunarodnih institucija poput Svjetske banke i Međunarodnog monetarnog fonda. Otpis vanjskoga duga olakšao bi razvoj.
Od 1999. godine, nigerska vlada provodi mjere međunarodnih financijskih institucija poput privatizacije i deregulacije planova. 